# Alban (Tarn)
Alban (en occitan Albanh) est une commune française située dans l'est du département du Tarn, en région Occitanie. Sur le plan historique et culturel, la commune est dans le Ségala, un territoire s'étendant sur les départements du Tarn et de l'Aveyron, constitué de longs plateaux schisteux, morcelés d'étroites vallées.
Exposée à un climat océanique altéré, elle est drainée par l'Assou, l'Oulas, le ruisseau de Blasou, le ruisseau de Malagousse et par divers autres petits cours d'eau. La commune possède un patrimoine naturel remarquable composé d'une zone naturelle d'intérêt écologique, faunistique et floristique.
Alban est une commune rurale qui compte 949 habitants en 2022. Ses habitants sont appelés les Albanais ou  Albanaises.

## Géographie

### Localisation
Alban est une commune située à 30 km d'Albi en partant vers Millau. Elle est située sur les premiers contreforts du Massif central, sur un plateau.

### Communes limitrophes
Les communes limitrophes sont  Curvalle, Le Fraysse, Paulinet et Saint-André.
|            | Saint-André |          |
| Le Fraysse | Alban       | Curvalle |
|            | Paulinet    |          |

### Voies de communication et transports
La commune est desservie par des services réguliers du réseau régional liO : la ligne 708 la relie à Albi et à Lacaune, et la ligne 720 la relie à Albi et à Millau.

### Hydrographie
La commune est dans le bassin de la Garonne, au sein du bassin hydrographique Adour-Garonne. Elle est drainée par l'Assou, l'Oulas, le ruisseau de Blasou, le ruisseau de Malagousse, le ruisseau de Barayré, le ruisseau de Bazuéjouls et par divers petits cours d'eau, qui constituent un réseau hydrographique de 9 km de longueur totale,.
L'Assou, d'une longueur totale de 36,7 km, prend sa source dans la commune du Fraysse et s'écoule du nord-est au sud-ouest. Il traverse la commune et se jette dans le Dadou à Laboutarie, après avoir traversé 12 communes.
L'Oulas, d'une longueur totale de 24,2 km, prend sa source dans la commune de Massals et s'écoule d'est en ouest. Il traverse la commune et se jette dans le Dadou à Rayssac, après avoir traversé 6 communes.
Le ruisseau de Blasou, d'une longueur totale de 12,7 km, prend sa source dans la commune et s'écoule du sud-est vers le nord-ouest puis vers le nord. Il se jette dans le Tarn à Ambialet, après avoir traversé 3 communes.

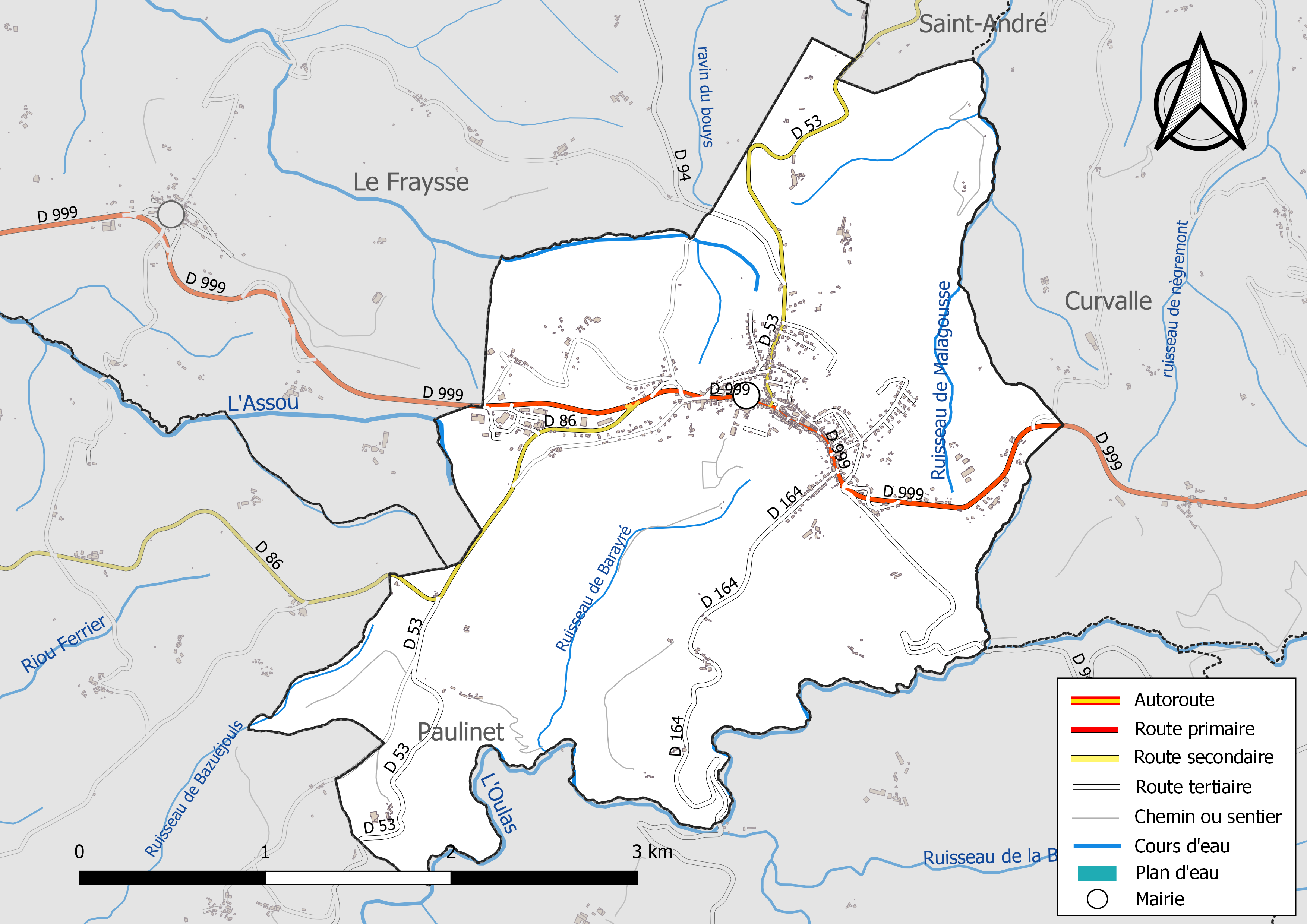
Réseaux hydrographique et routier d'Alban.

### Climat
Pour des articles plus généraux, voir Climat de l'Occitanie et Climat du Tarn.
En 2010, le climat de la commune est de type climat océanique altéré, selon une étude du Centre national de la recherche scientifique s'appuyant sur une série de données couvrant la période 1971-2000. En 2020, Météo-France publie une typologie des climats de la France métropolitaine dans laquelle la commune est toujours exposée à un climat océanique altéré et est dans la région climatique Sud-est du Massif Central, caractérisée par une pluviométrie annuelle de 1 000 à 1 500 mm, minimale en été, maximale en automne.
Pour la période 1971-2000, la température annuelle moyenne est de 10,9 °C, avec une amplitude thermique annuelle de 15,3 °C. Le cumul annuel moyen de précipitations est de 1 180 mm, avec 11,7 jours de précipitations en janvier et 6,5 jours en juillet. Pour la période 1991-2020, la température moyenne annuelle observée sur la station météorologique de Météo-France la plus proche, « Bastide Solages », sur la commune de La Bastide-Solages à 8 km à vol d'oiseau, est de 13,5 °C et le cumul annuel moyen de précipitations est de 950,8 mm. 
La température maximale relevée sur cette station est de 40 °C, atteinte le 29 juin 2019 ; la température minimale est de −13 °C, atteinte le 12 janvier 1987,,.
Les paramètres climatiques de la commune ont été estimés pour le milieu du siècle (2041-2070) selon différents scénarios d'émission de gaz à effet de serre à partir des nouvelles projections climatiques de référence DRIAS-2020. Ils sont consultables sur un site dédié publié par Météo-France en novembre 2022.

### Milieux naturels et biodiversité

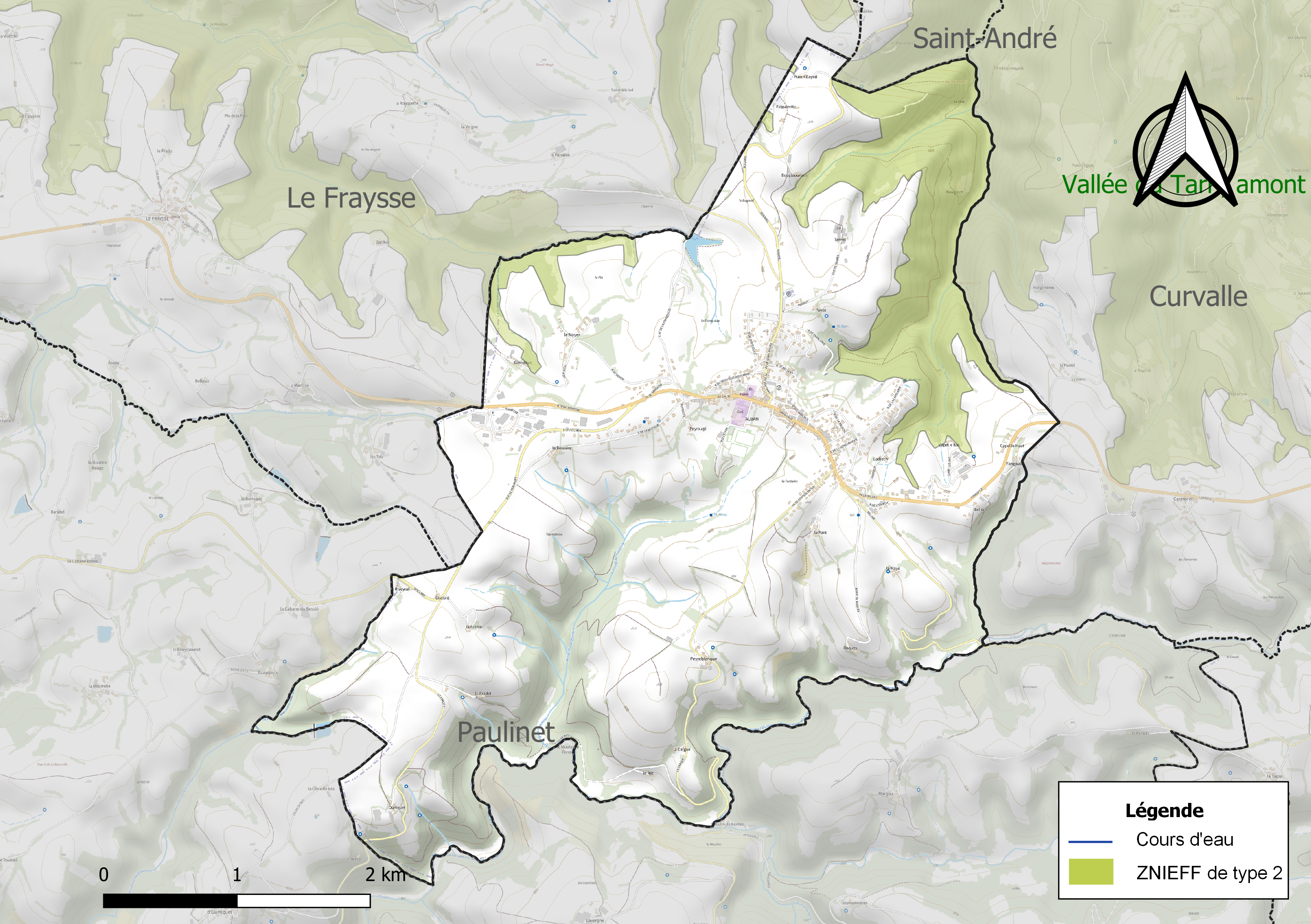
Carte de la ZNIEFF de type 2 localisée sur la commune.

L’inventaire des zones naturelles d'intérêt écologique, faunistique et floristique (ZNIEFF) a pour objectif de réaliser une couverture des zones les plus intéressantes sur le plan écologique, essentiellement dans la perspective d’améliorer la connaissance du patrimoine naturel national et de fournir aux différents décideurs un outil d’aide à la prise en compte de l’environnement dans l’aménagement du territoire.
Une ZNIEFF de type 2 est recensée sur la commune :
la « vallée du Tarn, amont » (36 322 ha), couvrant 57 communes dont 31 dans l'Aveyron, une dans la Lozère et 25 dans le Tarn.

## Urbanisme

### Typologie
Au 1er janvier 2024, Alban est catégorisée bourg rural, selon la nouvelle grille communale de densité à sept niveaux définie par l'Insee en 2022.
Elle est située hors unité urbaine et hors attraction des villes,.

### Occupation des sols
L'occupation des sols de la commune, telle qu'elle ressort de la base de données européenne d’occupation biophysique des sols Corine Land Cover (CLC), est marquée par l'importance des territoires agricoles (66,5 % en 2018), en diminution par rapport à 1990 (70,7 %). La répartition détaillée en 2018 est la suivante : zones agricoles hétérogènes (66,5 %), forêts (25 %), zones urbanisées (8,5 %). L'évolution de l’occupation des sols de la commune et de ses infrastructures peut être observée sur les différentes représentations cartographiques du territoire : la carte de Cassini (XVIIIe siècle), la carte d'état-major (1820-1866) et les cartes ou photos aériennes de l'IGN pour la période actuelle (1950 à aujourd'hui).

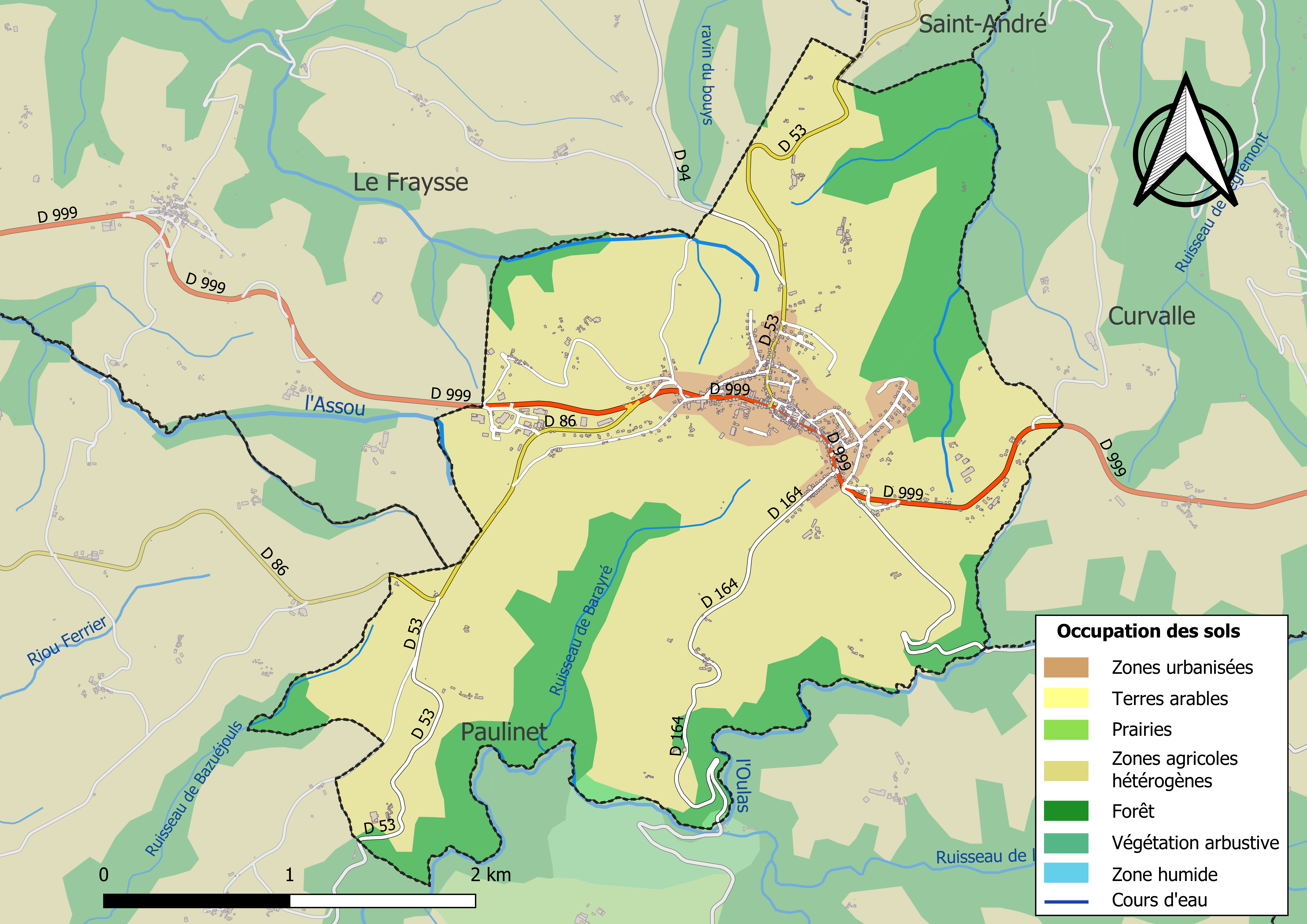
Carte des infrastructures et de l'occupation des sols de la commune en 2018 (CLC).

### Risques majeurs
Le territoire de la commune d'Alban est vulnérable à différents aléas naturels : météorologiques (tempête, orage, neige, grand froid, canicule ou sécheresse), inondations, mouvements de terrains et séisme (sismicité très faible). Il est également exposé à un risque technologique, le transport de matières dangereuses, et à un risque particulier : le risque de radon. Un site publié par le BRGM permet d'évaluer simplement et rapidement les risques d'un bien localisé soit par son adresse soit par le numéro de sa parcelle.

#### Risques naturels
Certaines parties du territoire communal sont susceptibles d’être affectées par le risque d’inondation par débordement de cours d'eau, notamment l'Assou, le ruisseau de Blasou et l'Oulas. La cartographie des zones inondables en ex-Midi-Pyrénées réalisée dans le cadre du XIe Contrat de plan État-région, visant à informer les citoyens et les décideurs sur le risque d’inondation, est accessible sur le site de la DREAL Occitanie. La commune a été reconnue en état de catastrophe naturelle au titre des dommages causés par les inondations et coulées de boue survenues en 1982 et 1992,.
Alban est exposée au risque de feu de forêt. En 2022, il n'existe pas de Plan de Prévention des Risques incendie de forêt (PPRif). Le débroussaillement aux abords des maisons constitue l’une des meilleures protections pour les particuliers contre le feu,.

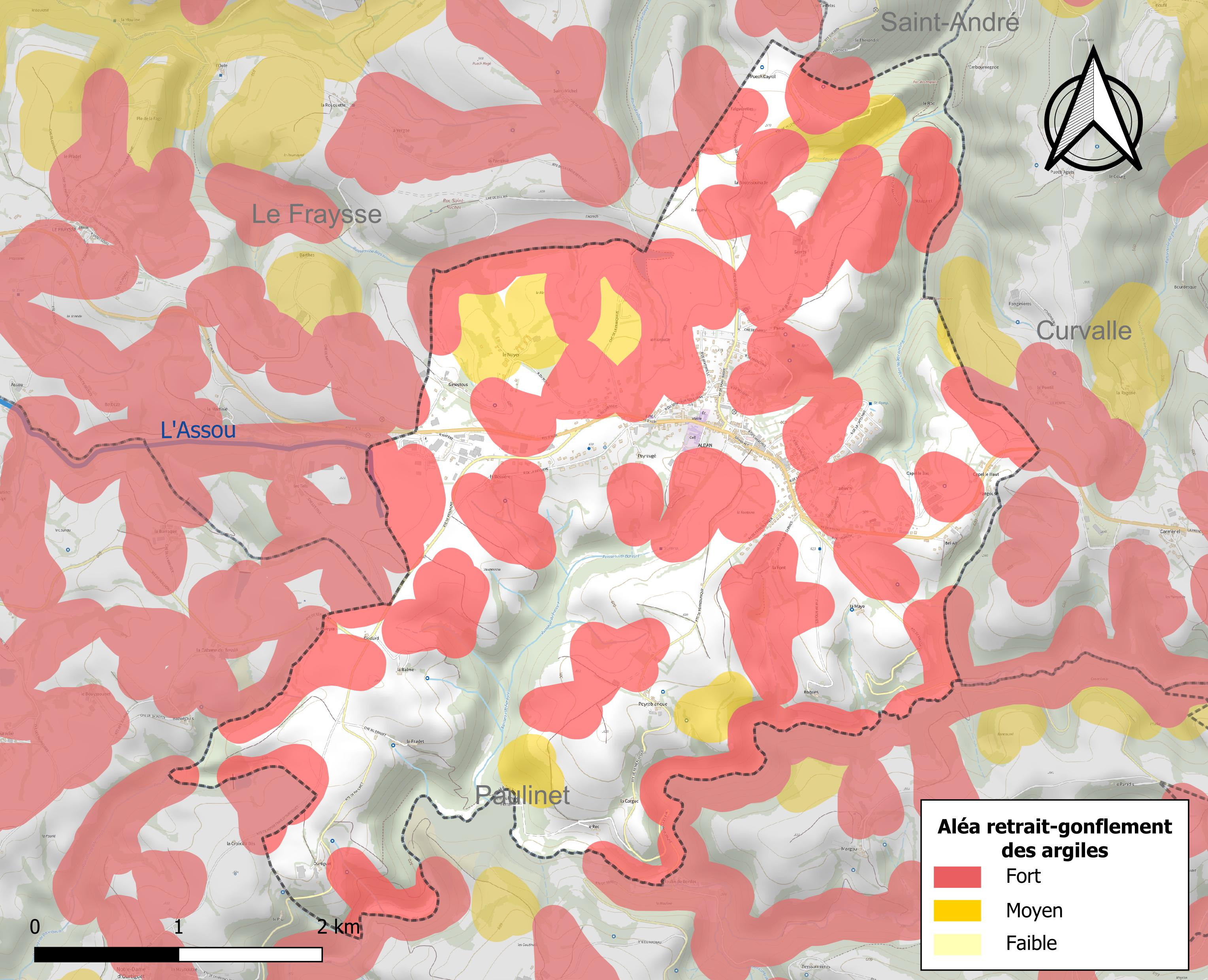
Carte des zones d'aléa retrait-gonflement des sols argileux d'Alban.

La commune est vulnérable au risque de mouvements de terrains constitué principalement du retrait-gonflement des sols argileux. Cet aléa est susceptible d'engendrer des dommages importants aux bâtiments en cas d’alternance de périodes de sécheresse et de pluie. 54,2 % de la superficie communale est en aléa moyen ou fort (76,3 % au niveau départemental et 48,5 % au niveau national). Sur les 445 bâtiments dénombrés sur la commune en 2019, 156 sont en aléa moyen ou fort, soit 35 %, à comparer aux 90 % au niveau départemental et 54 % au niveau national. Une cartographie de l'exposition du territoire national au retrait gonflement des sols argileux est disponible sur le site du BRGM,.
Par ailleurs, afin de mieux appréhender le risque d’affaissement de terrain, l'inventaire national des cavités souterraines permet de localiser celles situées sur la commune.

#### Risques technologiques
Le risque de transport de matières dangereuses sur la commune est lié à sa traversée par des infrastructures routières ou ferroviaires importantes ou la présence d'une canalisation de transport d'hydrocarbures. Un accident se produisant sur de telles infrastructures est susceptible d’avoir des effets graves sur les biens, les personnes ou l'environnement, selon la nature du matériau transporté. Des dispositions d’urbanisme peuvent être préconisées en conséquence.

#### Risque particulier
Dans plusieurs parties du territoire national, le radon, accumulé dans certains logements ou autres locaux, peut constituer une source significative d’exposition de la population aux rayonnements ionisants. Certaines communes du département sont concernées par le risque radon à un niveau plus ou moins élevé. Selon la classification de 2018, la commune d'Alban est classée en zone 2, à savoir zone à potentiel radon faible mais sur lesquelles des facteurs géologiques particuliers peuvent faciliter le transfert du radon vers les bâtiments.

## Toponymie
Le nom Alban provient d'un anthroponyme gallo-romain.

## Politique et administration

### Liste des maires
| Période                                  | Période   | Identité            | Étiquette | Qualité                                                                      |
| ---------------------------------------- | --------- | ------------------- | --------- | ---------------------------------------------------------------------------- |
| Les données manquantes sont à compléter. |           |                     |           |                                                                              |
| mars 2001                                | mars 2008 | Jacques Fabas       | DVG       |                                                                              |
| mars 2008                                | mars 2014 | Marin Pousthomis    |           |                                                                              |
| mars 2014                                | mai 2020  | Jean-Louis Fournier | DVD       | Directeur d'agence bancaire Conseiller général du canton d'Alban (2004-2015) |
| mai 2020                                 | En cours  | Bernard Lafon       |           |                                                                              |

## Population et société

### Démographie
L'évolution du nombre d'habitants est connue à travers les recensements de la population effectués dans la commune depuis 1793. Pour les communes de moins de 10 000 habitants, une enquête de recensement portant sur toute la population est réalisée tous les cinq ans, les populations de référence des années intermédiaires étant quant à elles estimées par interpolation ou extrapolation. Pour la commune, le premier recensement exhaustif entrant dans le cadre du nouveau dispositif a été réalisé en 2008.

En 2022, la commune comptait 949 habitants, en évolution de +1,17 % par rapport à 2016 (Tarn : +2,52 %, France hors Mayotte : +2,11 %).
| 1793  | 1800 | 1806 | 1821 | 1831 | 1836 | 1841 | 1846 | 1851 |
| ----- | ---- | ---- | ---- | ---- | ---- | ---- | ---- | ---- |
| 1 078 | 196  | 268  | 279  | 332  | 680  | 676  | 694  | 835  |

| 1856 | 1861 | 1866 | 1872 | 1876 | 1881 | 1886 | 1891 | 1896 |
| ---- | ---- | ---- | ---- | ---- | ---- | ---- | ---- | ---- |
| 748  | 824  | 840  | 786  | 824  | 827  | 938  | 914  | 955  |

| 1901 | 1906 | 1911 | 1921 | 1926 | 1931 | 1936 | 1946 | 1954 |
| ---- | ---- | ---- | ---- | ---- | ---- | ---- | ---- | ---- |
| 926  | 917  | 937  | 852  | 804  | 840  | 932  | 902  | 856  |

| 1962 | 1968 | 1975 | 1982 | 1990 | 1999 | 2006 | 2008 | 2013 |
| ---- | ---- | ---- | ---- | ---- | ---- | ---- | ---- | ---- |
| 899  | 994  | 935  | 921  | 904  | 848  | 940  | 966  | 931  |

| 2018 | 2022 | - | - | - | - | - | - | - |
| ---- | ---- | - | - | - | - | - | - | - |
| 937  | 949  | - | - | - | - | - | - | - |

## Économie

### Revenus
En 2018, la commune compte 430 ménages fiscaux, regroupant 885 personnes. La médiane du revenu disponible par unité de consommation est de 18 870 € (20 400 € dans le département).

### Emploi
|                | 2008  | 2013  | 2018  |
| -------------- | ----- | ----- | ----- |
| Commune        | 4,8 % | 5,8 % | 8,9 % |
| Département    | 8,2 % | 9,9 % | 10 %  |
| France entière | 8,3 % | 10 %  | 10 %  |

En 2018, la population âgée de 15 à 64 ans s'élève à 519 personnes, parmi lesquelles on compte 78,6 % d'actifs (69,7 % ayant un emploi et 8,9 % de chômeurs) et 21,4 % d'inactifs,. Depuis 2008, le taux de chômage communal (au sens du recensement) des 15-64 ans est inférieur à celui de la France et du département.
La commune est hors attraction des villes,. Elle compte 594 emplois en 2018, contre 526 en 2013 et 556 en 2008. Le nombre d'actifs ayant un emploi résidant dans la commune est de 367, soit un indicateur de concentration d'emploi de 161,8 % et un taux d'activité parmi les 15 ans ou plus de 51,6 %.
Sur ces 367 actifs de 15 ans ou plus ayant un emploi, 216 travaillent dans la commune, soit 59 % des habitants. Pour se rendre au travail, 75,7 % des habitants utilisent un véhicule personnel ou de fonction à quatre roues, 1,1 % les transports en commun, 14,5 % s'y rendent en deux-roues, à vélo ou à pied et 8,7 % n'ont pas besoin de transport (travail au domicile).

### Activités hors agriculture

#### Secteurs d'activités
119 établissements sont implantés  à Alban au 31 décembre 2019. Le tableau ci-dessous en détaille le nombre par secteur d'activité et compare les ratios avec ceux du département,.
| Secteur d'activité                                                                                        | Commune | Commune | Département |
| Secteur d'activité                                                                                        | Nombre  | %       | %           |
| --- | ------- | ------- | ----------- |
| Ensemble                                                                                                  | 119     |         |             |
| Industrie manufacturière, industries extractives et autres                                                | 16      | 13,4 %  | (13 %)      |
| Construction                                                                                              | 17      | 14,3 %  | (12,5 %)    |
| Commerce de gros et de détail, transports, hébergement et restauration                                    | 35      | 29,4 %  | (26,7 %)    |
| Activités financières et d'assurance                                                                      | 3       | 2,5 %   | (3,3 %)     |
| Activités immobilières                                                                                    | 2       | 1,7 %   | (4,2 %)     |
| Activités spécialisées, scientifiques et techniques et activités de services administratifs et de soutien | 14      | 11,8 %  | (13,8 %)    |
| Administration publique, enseignement, santé humaine et action sociale                                    | 22      | 18,5 %  | (15,5 %)    |
| Autres activités de services                                                                              | 10      | 8,4 %   | (9 %)       |

Le secteur du commerce de gros et de détail, des transports, de l'hébergement et de la restauration est prépondérant sur la commune puisqu'il représente 29,4 % du nombre total d'établissements de la commune (35 sur les 119 entreprises implantées  à Alban), contre 26,7 % au niveau départemental.

#### Entreprises et commerces
Les cinq entreprises ayant leur siège social sur le territoire communal qui génèrent le plus de chiffre d'affaires en 2020 sont : 
- JMS Distri, supermarchés (4 837 k€)
- Soc Serres & Cie, préparation industrielle de produits à base de viande (4 647 k€)
- Maison Roustit, fabrication de plats préparés (3 090 k€)
- La Coupiagaise, fabrication industrielle de pain et de pâtisserie fraîche (2 690 k€)
- Holding Serres Et Fils, activités des sociétés holding (414 k€)

### Agriculture
La commune est dans le Segala, une petite région agricole située dans le nord-est du département du Tarn. C’est la relative pauvreté du sol de cette région où ne poussait jadis que le seigle qui a donné son nom à cette aire géographique. Situé en moyenne altitude, le Ségala s’étend sur des territoires vallonnés et riches en schiste. En 2020, l'orientation technico-économique de l'agriculture  sur la commune est l'élevage d'ovins ou de caprins.
|               | 1988 | 2000 | 2010 | 2020 |
| ------------- | ---- | ---- | ---- | ---- |
| Exploitations | 25   | 20   | 17   | 14   |
| SAU (ha)      | 671  | 627  | 674  | 868  |

Le nombre d'exploitations agricoles en activité et ayant leur siège dans la commune est passé de 25 lors du recensement agricole de 1988  à 20 en 2000 puis à 17 en 2010 et enfin à 14 en 2020, soit une baisse de 44 % en 32 ans. Le même mouvement est observé à l'échelle du département qui a perdu pendant cette période 58 % de ses exploitations,. La surface agricole utilisée sur la commune a quant à elle augmenté, passant de 671 ha en 1988 à 868 ha en 2020. Parallèlement la surface agricole utilisée moyenne par exploitation a augmenté, passant de 27 à 62 ha.

## Culture locale et patrimoine

### Lieux et monuments

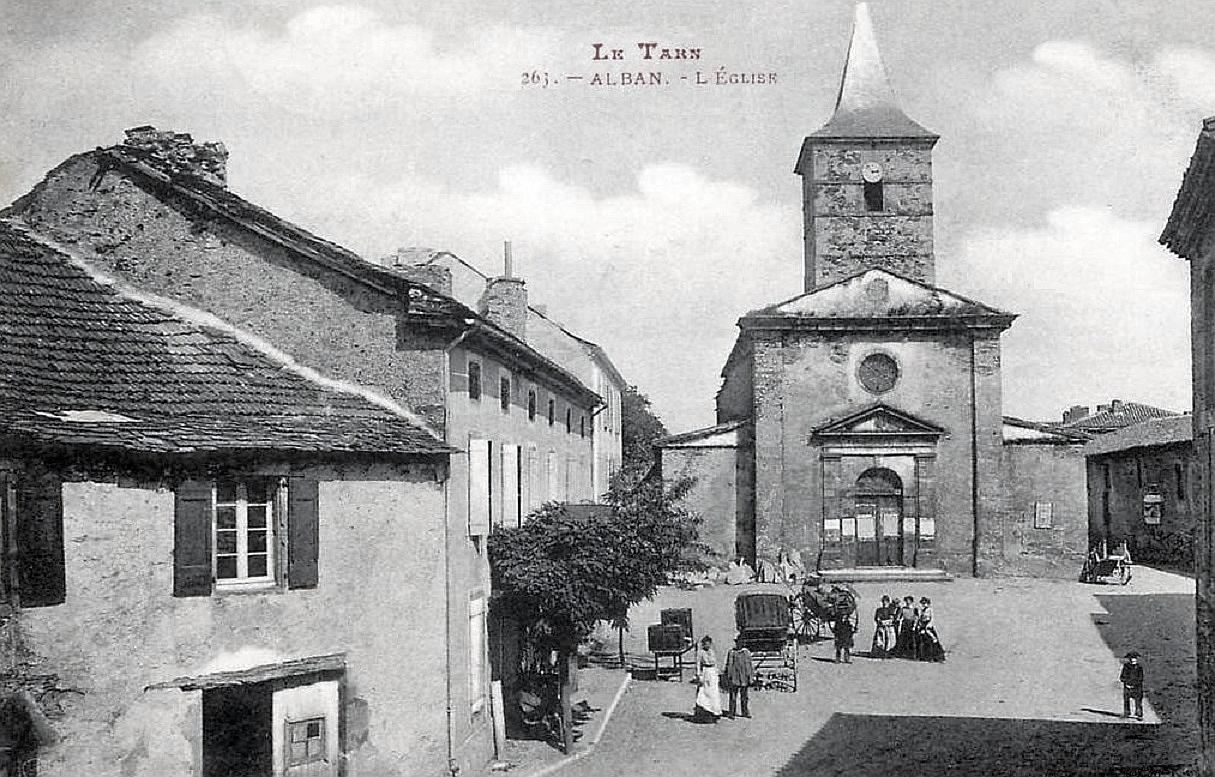
L'église d'Alban dans les années 1910.

Les monuments les plus anciens de la commune sont le palet de la Vierge et le palet du Diable (composant le site mégalithique d'Alban), un dolmen et un menhir liés par une légende.
L'église Notre-Dame d'Alban est inscrite à l'inventaire des monuments historiques grâce à ses fresques peintes par le peintre Nicolas Greschny. Plusieurs objets sont référencés dans la base Palissy (voir les notices liées).

### Club de rugby
L'Union sportive du canton d'Alban, ligue Occitanie de rugby, comité départemental de rugby du Tarn, monté en Fédérale 3 pour la saison 2020-2021. École de rugby et gestion éducative de secteur avec les clubs voisins.

### Personnalités liées à la commune
- Louis Boularan (1850-1941), homme politique, sénateur du Tarn de 1900 à 1909.
- Abel Paul Marie Benjamin Boularan dit Abel Deval, (1863-1938), acteur et directeur de théâtre.
- Nicolas Greschny (1912 - 1985), peintre ayant travaillé sur l'église d'Alban.

### Héraldique
| Alban | Son blasonnement est : Coupé : au premier parti au I d'or à la croix pattée alésée de gueules et au II de gueules aux lettres N, D et A (Initiales de Notre-Dame d'Alban), capitales entrelacées d'or, à la Vierge de Notre-Dame de Lourdes d'argent brochant sur le tout, au second d'argent à la caravelle de sable, équipée de gueules, voguant sur une mer de sinople ; à la fasce d'azur chargée de trois fleurs de lys d'or brochant sur le coupé. |